# Torri del Benaco
Torri del Benaco är en kommun i provinsen Verona i regionen Veneto i Italien. Kommunen hade 3 054 invånare (2018).
Benaco (uttalas bénaco) var romarnas namn på Gardasjön, och runt sjön finns lämningar av flera romares sommarresidens. I och ovanför Torri del Benaco, på östra sidan av sjön, finner man hela tiden nya lämningar efter invånare från så tidigt som 13 000 år f.Kr. med hällristningar och krukskärvor med väpnade krigare, hästar och skepp och stenstoder med stiliserade djur och människor samt cirklar för solsymboler och diverse andra geometriska figurer i den mjuka kalkstenen. Flera mycket gamla boställen och byar finns inom kommunen Torri, till exempel Albisano, 309 m ö.h. och Pai.
I Albisano hade SAS tidigare sitt enda hotell i Italien (numera Best Western Torri del Garda).